# Ото фон Хадмерслебен-Люнебург
Ото фон Хадмерслебен, наричан фон Люнебург (на немски: Oto fon Hadmersleben, von Lüneburg; † ок. 1364) е господар на Хадмерслебен, Егелн и Люнебург.

## Произход
Той е син на Вернер I фон Хадмерслебен-Фридебург-Егелн († 1292) и първата му съпруга херцогиня Агнес фон Брауншвайг-Люнебург († 1314), дъщеря на херцог Йохан I фон Брауншвайг-Люнебург († 1277) и Луитгард фон Холщайн († сл. 1289). Внук е на Ото фон Хадмерслебен 'Стари' († 1275/1276), господар на Хадмерслебен-Егелн († сл. 1259) и Юта фон Бланкенбург († 1265). Сестра му София е канонеса в Кведлинбург. Полубрат е на Вернер фон Делменхорст, господар на Егелн.

## Фамилия
Ото фон Хадмерслебен се жени за графиня Луитгард фон Регенщайн († сл. 1328), дъщеря на граф Улрих III фон Регенщайн-Хаймбург († 1322/1323) и принцеса София фон Анхалт-Ашерслебен († сл. 1308). Те имат две деца:
- Ото фон Хадмерслебен-Егелн († сл. 1390/1398), женен за София фон Вернигероде († сл. 1373), дъщеря на граф Конрад IV (V) фон Вернигероде († 1373) и Елизабет (Лутруд)? фон Хонщайн († сл. 1347)
- Улрих фон Хадмерслебен († сл. 1358)

## Галерия
- Хадмерслебен, ок. 1650
- Водният замък в Егелн